# Marta Bayarri i Valls
Marta Bayarri i Valls (Vilanova i la Geltrú, 23 de gener de 1974) és una actriu, guionista i directora de cinema, teatre i televisió catalana.

## Trajectòria
L'any 1993 començà a realitzar els seus primers passos en el món de la interpretació gràcies al Círcol Catòlic de Vilanova i la Geltrú i es vinculà a l'Escotilló GT participant en obres teatrals com ara El foc de les Ginesteres, El cafè de la Marina, Magnèsia, Es necessita un matrimoni, Perduts a Yonkers, Després de la pluja i Odio Hamlet, així com en l'obra dels Pastorets durant uns quants anys. L'any 2003 actuà de protagonista, juntament amb Guillem Albà, a El Carnestoltes. El Musical a l'Arrivo, representada per la companyia L'Estaquirot Teatre.
L'any 2010 s'inicià en el món de la producció cinematogràfica. Rep formació en el terreny de la dramatúrgia i el guió (Obrador Internacional de Dramatúrgia Sala Beckett, Ateneu Barcelonès, Laboratori dels Lletres, Casa del Cinema) i del llenguatge i la realització audiovisual (UOC). El 2014 fundà la productora Momotrup Films, juntament amb Oriol Ruiz, i estrenà el seu primer curtmetratge: Una nit (Cortogenia, 2014). Al desembre de 2016 estrenà Fugit, el seu segon curtmetratge d'autoria i direcció, protagonitzat per Oriol Ruiz i Nil Cardoner. Vaca fou el seu tercer treball com a guionista i directora que, en aquest cas, també protagonitzà com a actriu al costat de l'actor Pepo Blasco. Comptà, de nou, amb la producció executiva de Miguel Angel Faura i Oriol Ruiz. L'any 2019 tingué sobre la taula el guió del seu primer llargmetratge, Hera, que es trobava en fase de desenvolupament i cerca de finançament.

## Filmografia com a actriu

### Televisió
| Any       | Títol                    | Personatge     | Emissora  | Anotacions              |
| --------- | ------------------------ | -------------- | --------- | ----------------------- |
| 2006-2008 | El cor de la ciutat      | Irene          | TV3       | Principal (34 episodis) |
| 2010      | Gavilanes                | Belén          | Antena 3  | Episòdic (3 episodis)   |
| 2014      | Kubala, Moreno i Manchón | Detectiu Arqué | TV3       | Episòdic (1 episodi)    |
| 2014-2017 | La riera                 | Tilda          | TV3       | Principal (69 episodis) |
| 2018      | Félix                    | -              | Movistar+ | Episòdic                |